# العربية للتجارة
العربية للتجارة هي مجلة تتخذ من البحرين مقرا لنشر أخبار الأعمال التجارية عبر الإنترنت وتغطي مختلف قطاعات التجارة والصناعة في منطقة الخليج العربي والشرق الأوسط وبلاد الشام.
تأسست في عام 1999 وتقدم معلومات الأعمال والتجارة للقراء على الإنترنت. كما يتم نشر محتوى الموقع من قبل وكالات الأنباء في الشرق الأوسط وأوروبا وآسيا والولايات المتحدة.
يتم تنظيم المدخل إلى القنوات الإخبارية واتجاهات السوق ودليل الأعمال والجدول الزمني للأحداث وقسم المحتوى المتميز والتي يتم الوصول إليها من قبل أكثر من 1.7 مليون زائر في الشهر (على أساس موقع ويبتريندز أكتوبر-ديسمبر 2008) بينما يبلغ عدد الصفحات المزارة أكثر من 12 مليون صفحة في الشهر.
تشمل البوابة أيضا شبكة من مواقع النشر مثل جلف ديلي نيوز وأخبار الخليج والخليج الأسبوعي والسفر والسياحة في الشرق الأوسط والخليج البناء وصناعة الخليج والشرق الأوسط الداخلية والخليج والنفط والغاز وعدد من الفعاليات المتخصصة.
الموقع يرسل النشرة الإلكترونية اليومية للمشتركين في منطقة الشرق الأوسط والمشرق العربي والعالم. يرسل أيضا نظام إدارة الوثائق الالكترونية لمختلف العملاء لجمهور محدد ومستهدفا الصناعة الجغرافية. كما يغطي دليل الشركات الاتصال وتفاصيل النشاط لأكثر من 500,000 شركة من دول مجلس التعاون الخليجي والشرق الأوسط والصين وشرق آسيا وأوروبا والولايات المتحدة.
الموقع يدير قاعدة بيانات قابلة للبحث عن معلومات عن الأحداث الحالية والقادمة في الشرق الأوسط بما في ذلك المعارض والملتقيات والندوات والمؤتمرات.

## التاريخ
تأسست الشركة وسجلت في 24 نوفمبر 1999 من قبل شركة حلول الشبكات. تم إنشاء البوابة من قبل مدير مجموعة الهلال العام روني ميدلتون.
تم تطوير النسخة الأولى من العربية للتجارة وصيانتها من قبل مارينر تكنولوجيز والتي تباع في نهاية المطاف لمجموعة الهلال. عين صموئيل توماس كأول مدير لها.
منذ إنشائها في عام 1999 حتى عام 2006 خضع الموقع لثلاث عمليات إعادة هيكلة التصميم والعلامات التجارية قبل الإصدار الحالي.
في عام 2006 وظفت مجموعة الهلال رنا لبابيدي لإدارتها.
العربية للتجارة هي شريك استراتيجي لجمعية الشرق الأوسط.